# Rhytidhysteron rufulum
Rhytidhysteron rufulum är en svampart som först beskrevs av Kurt Sprengel, och fick sitt nu gällande namn av Speg. 1920. Rhytidhysteron rufulum ingår i släktet Rhytidhysteron och familjen Patellariaceae.   Inga underarter finns listade i Catalogue of Life.